# Рабочая бригада обороны Варшавы

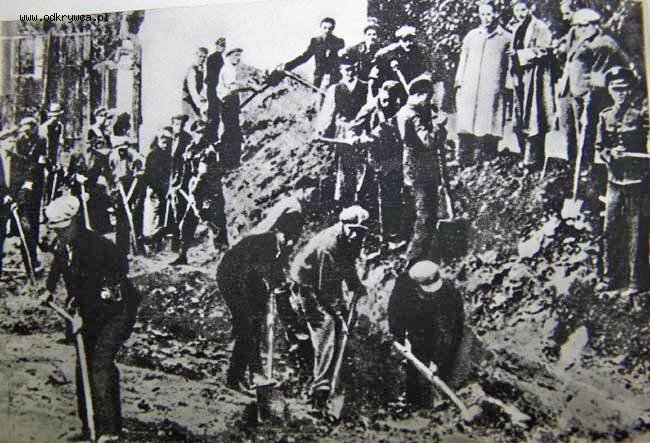
Бойцы Рабочей бригады обороны Варшавы на строительстве укреплений

Рабочая бригада обороны Варшавы (пол. Robotnicza Brygada Obrony Warszawy) — подразделение гражданской обороны, которое было создано в Варшаве после немецкого вторжения в Польшу и принимало участие в обороне Варшавы в сентябре 1939 года.

## История

### Воинское подразделение
5 сентября 1939 года в Варшаве началось формирование из добровольцев отрядов Красного креста, пожарных отрядов и рабочих батальонов
6 сентября 1939 года командующий гарнизоном Варшавы призвал жителей принять участие в строительстве укреплений и оборонительных сооружений, а также приказал открыть военные склады столицы и раздать оружие рабочим и всем желающим защищать город. После переговоров с представителями Польской социалистической партии и руководством профсоюзов было решено создать из добровольцев шесть рабочих рот.
В этот же день, в соответствии с приказом генерала Валериана Чумы от 6 сентября 1939 года, на основе рабочих батальонов была создана Рабочая бригада обороны Варшавы.
Однако утром 7 сентября 1939 года руководитель отдела пропаганды главного военного командования польской армии, подполковник Р. Умястовский призвал всех жителей столицы, желающих с оружием в руках сражаться против немецких войск, покинуть Варшаву, эвакуироваться на восточный берег Вислы и вступать в подразделения польской армии, которые находились в восточных воеводствах Польши. В результате, многие добровольцы покинули Варшаву, это уменьшило количество человеческих резервов, оставшихся в распоряжении военного командования столицы.
Вечером 8 сентября 1939 года в Варшаве был выпущен специальный номер газеты «Рабочий» («Robotnik»), в котором было опубликовано совместное заявление Варшавского окружного отделения ППС и Совета заводов Варшавы (Rada Zawodowa Warszawy) о создании рабочей бригады и призывом вступать в ряды подразделения
9 сентября 1939 года в Варшаве начал деятельность «рабочий комитет» («Robotniczy Komitet Pomocy Społecznej»), в состав которого вошли представители ППС, профсоюзные деятели, коммунисты и левые социалисты (в частности, социалист Зигмунт Заремба, левый социалист Петр Гаецкий и левый крестьянский деятель Мариан Кубицкий). 10 сентября был создан военный комитет.
Первоначально, было начато создание рабочего батальона четырёхротного состава (Wolski Robotniczy Batalion Obrony Warszawy), однако уже на следующий день было начато формирование второго батальона (Mokotowski Robotniczy Batalion Obrony Warszawy), а после того, как количество добровольцев превысило тысячу человек, было решено начать формирование 1-го рабочего полка (1. Robotniczy pułk piechoty).
12 сентября 1939 года штаб обороны Варшавы отдал приказ о преобразовании подразделения в Добровольческую рабочую бригаду обороны Варшавы (Ochotnicza Robotnicza Brygada Obrony Warszawy), должность командира бригады занял социалист Мариан Кениг (капитан польской армии). В состав бригады вошли два рабочих полка: 1-й рабочий пехотный полк и 2-й рабочий пехотный полк. В этот же день военное командование запретило продолжать набор добровольцев в состав бригады.
В составе бригады воевали многие коммунисты варшавской партийной организации, в том числе — Владислав Гомулка, Эдвард Охаб, Мариан Червинский, Миколай Сальва и др.
Бригада участвовала в обороне Варшавы, строительстве и ремонте укреплений, тушении пожаров, служила источником пополнения личным составом для подразделений польской армии. Кроме того, в условиях осаждённого города, под обстрелом и бомбардировками, рабочие обеспечивали функционирование городской электросети, работу систем водоснабжения и газоснабжения.
24 сентября 1939 года бригада была включена в состав 13-й пехотной дивизии польской армии.
В последние дни обороны Варшавы бригада вела оборонительные бои в предместьях Жолибож и Беляны. После капитуляции гарнизона Варшавы 27 сентября 1939 года бойцы бригады организовали протестное шествие к штаб-квартире командования 13-й пехотной дивизии, но 28 сентября 1939 года сложили оружие.

### Подпольная организация
Позднее, бывшие участники бригады создали подпольную антифашистскую организацию под тем же названием («Robotnicza Brygada Obrony Warszawy»). В руководство организацией вошли коммунист Миколай Сальво, социалист Эдвард Радке и беспартийный патриот Чеслав Останкович. Подпольная организация действовала в Варшаве на протяжении нескольких месяцев 1939—1940 года.